# Departamento de Venezuela
El departamento de Venezuela fue una subdivisión administrativa y territorial de la Gran Colombia ubicada en el norte de la actual Venezuela. Fue creado en 1819 e incluía todo el territorio de lo que era la antigua Capitanía General de Venezuela, que junto con los departamentos de Cundinamarca (Nueva Granada) y el de Ecuador formaba el territorio de la Gran Colombia.

## Historia

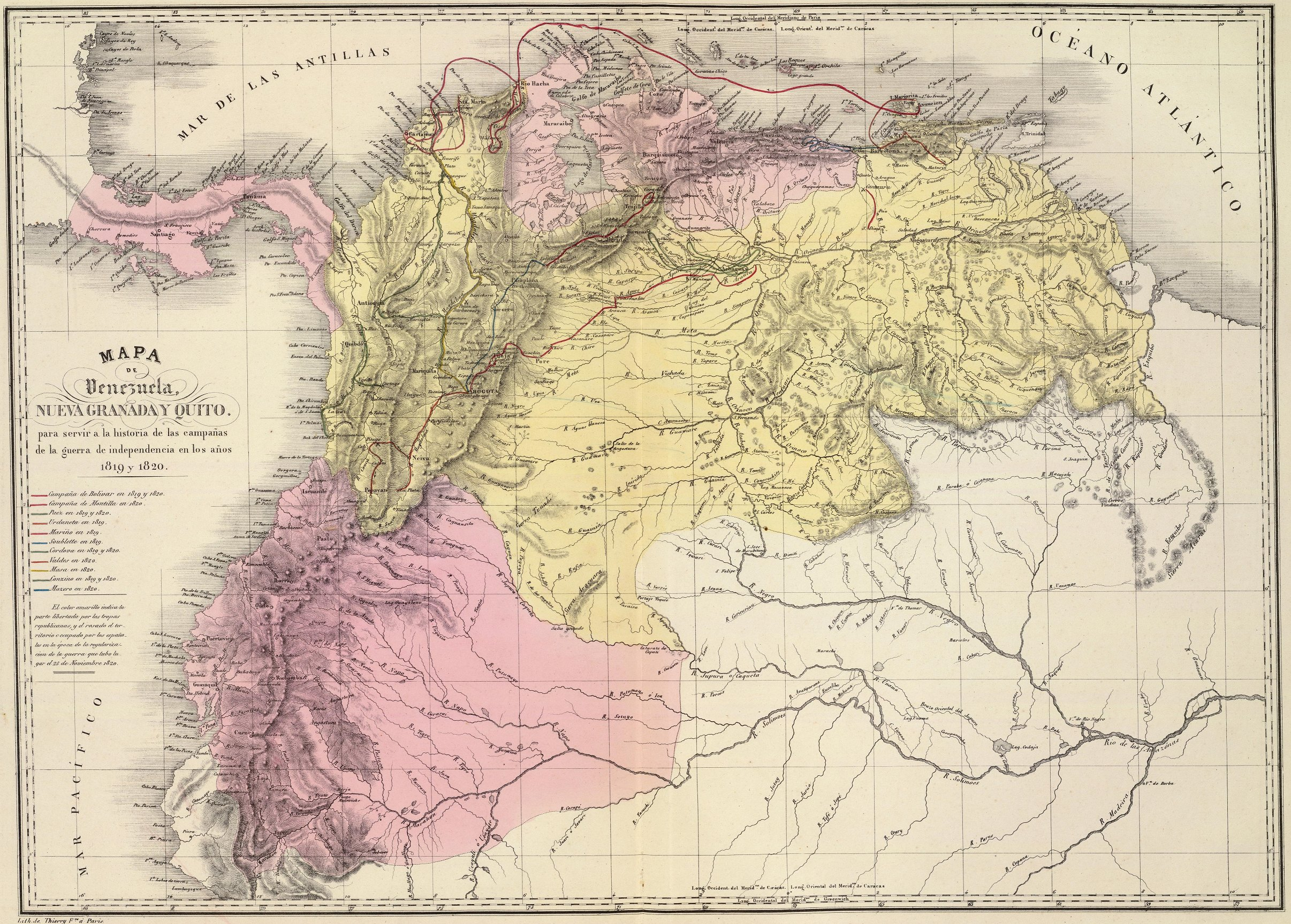
Los territorios del antiguo Virreinato de la Nueva Granada entre 1819 y 1820. En rojo los territorios en poder de las fuerzas españolas, en amarillo los territorios independientes.

1817: Da inicio la reconquista de Venezuela por parte de Pablo Morillo, quien envía cuerpos expedicionarios a las ciudades de Mérida, Barinas, Guadualito y San Fernando de Apure para pacificar las regiones del Apure y alto Orinoco. Más tarde se apodera de las ciudades de Cariaco, Carúpano y Güiria. Los patriotas en tanto emprenden la Campaña de Guayana para evitar la arremetida española. A finales de ese años Bolívar y Paéz y unen en Angostura para combatir a Morillo, derrotándolo en Calabozo; Paéz en tanto toma San Fernando de Apure, si bien luego es derrotado en Cojedes y los españoles retoman los Llanos.
1818: Bolívar sube por el Orinoco hasta llegar a Angostura y emprende una pequeña campaña en Cumaná, para luego regresar a Angostura.
1819: Tras la Campaña de Apure y el fracaso de los españoles, los patriotas comienzan la recuperación de las regiones de los Llanos; se inaugura el Congreso de Angostura en el cual se pone de manifiesto la unión de la Nueva Granada y Venezuela en una sola nación con el nombre de República de Colombia. Ese mismo año se reúnen Bolívar y Santander para emprender la Campaña Libertadora de Nueva Granada.
1820: Monagas ocupa la ciudad de Barcelona, en tanto el centro y norte de Venezuela aún se hallaba en poder de los españoles, por lo cual Bolívar y Paéz entran a través de la Nueva Granada por el Apure hasta llegar a Barinas para luego continuar hacia Caracas.
1821: Completa recuperación de los Llanos por parte de los patriotas, si bien en las provincias vecinas del norte todavía se daban combates. Se crean los departamentos de Zulia y Orinoco con la separación de varias provincias del departamento de Venezuela.
1822: Las batallas en Coro y Maracaibo le dan a los patriotas ventaja sobre estas regiones, que permanecían fieles a la Corona española. Mérida es ocupada por el realista Morales y Páez ocupa el Apure. A finales de año Morales es derrotado y se logra la completa liberación de estas regiones.
1824: Se produce una nueva reorganización que crea el departamento de Apure y le añade a este la provincia de Barinas. Con estos cambios el departamento de Venezuela se reduce a ocupar el territorio de la antigua provincia de Caracas.

## Divisiones administrativas

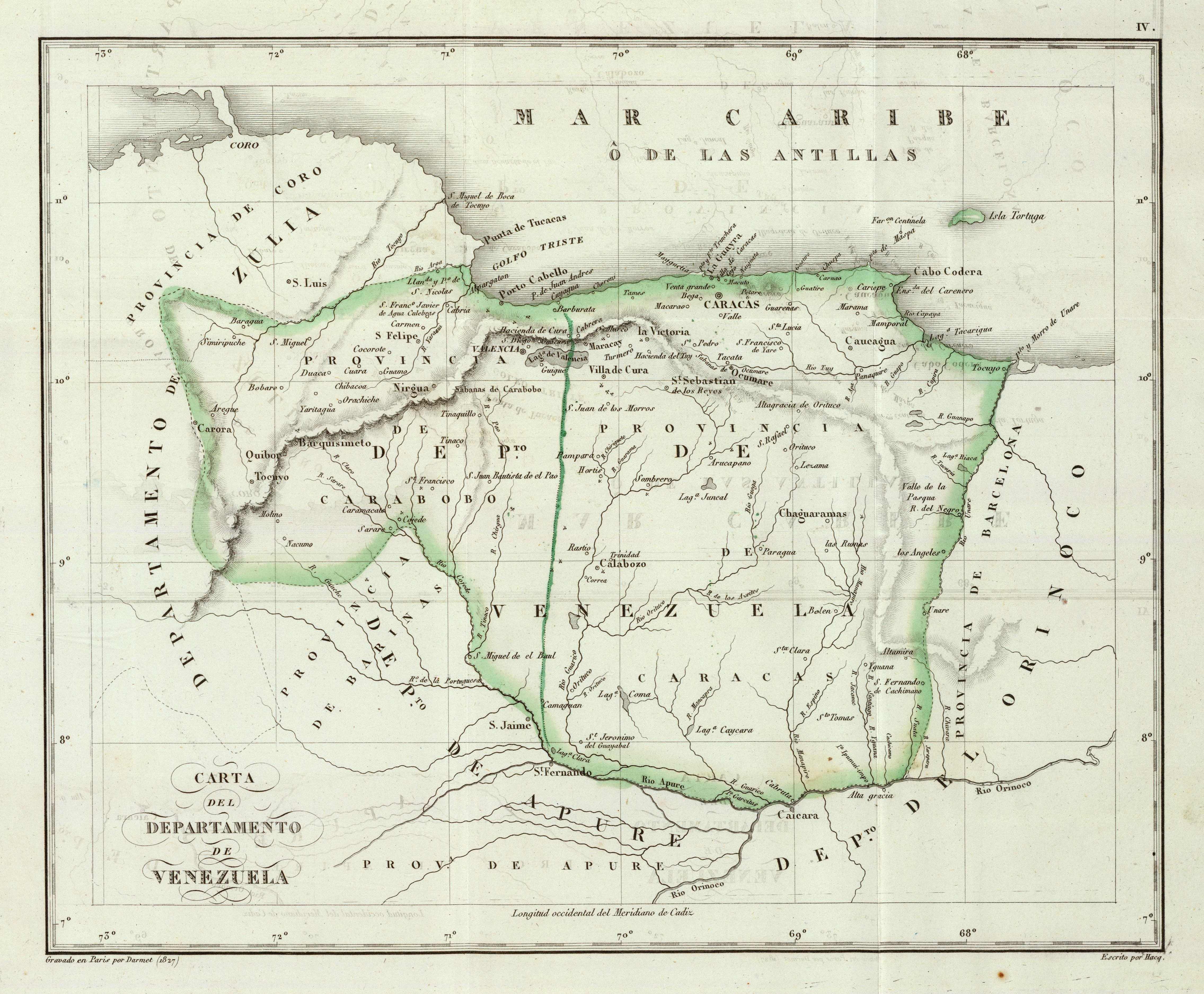
Carta del departamento de Venezuela y sus divisiones administrativas en 1827.

El departamento se subdividía en provincias y estas en cantones. La capital departamental era Caracas. De acuerdo a las leyes de la Gran Colombia, a la cabeza del gobierno civil del departamento se hallaba un Intendente y la autoridad militar estaba representada por el comandante general.
En 1819 el departamento comprendía todo lo que en la actualidad es Venezuela. Posteriormente a 1824, por medio de la Ley de División Territorial de la República de Colombia, dictada en Cúcuta, le era asignado al departamento el territorio de la provincia española de Caracas, mientras le daba nombre de Distrito del Norte a los departamentos de Apure, Orinoco, Venezuela y Zulia. Dicha ley subdividía al nuevo departamento de la siguiente forma:
- Provincia de Caracas. Capital: Caracas. Cantones: Caracas, Calabozo, Caucagua, Chaguaramas, La Guaira, La Victoria, Villa de Cura, Ocumare y San Sebastián.
- Provincia de Carabobo. Capital: Valencia. Cantones: Valencia, Barquisimeto, Nirgua, Puerto Cabello, San Felipe y Tocuyo.